# WarioWare: Snapped!
WarioWare: Snapped! (うつすメイド イン ワリオ?, Utsusu Meido in Wario, lett. "Fotografare Made in Wario") è un videogioco per Nintendo DSi, nonché il settimo capitolo della serie di WarioWare.
Annunciato durante una conferenza della Nintendo il 31 ottobre 2008, il gioco è stato distribuito a dicembre dello stesso anno ed è scaricabile tramite il servizio DSiWare. Il gioco fa uso della fotocamera in dotazione alla console per creare la silhouette del giocatore e utilizzarla come personaggio da usare nei minigiochi. Il videogioco è uscito in Europa il 3 aprile 2009.